# Маргіт Ковач
Маргіт Ковач (угор. Kovács Margit, 30 листопада 1902 — 4 червня 1977) — угорська скульптор та гончар. 

## Життя
Маргіт Ковач народилася у Дьйорі, 30 листопада 1902 року. З дитинства вона мріяла стати графічним митцем, але вона зацікавилася керамікою і вступила на навчання до Герти Бюхер у Відні. Потім вона вивчала модельну глину у Мюнхені у Державній школі прикладного мистецтва під керівницвтом Карла Кіллера (1928—1929 роки). У 1932 році навчалась у Копенгагені, а у 1933 була на Севрській порцеляновій мануфактурі, де навчилась мистецтву моделювання фігурок з шамоту.
Ковач вигравала міжнародні премії у Мілані, Парижі, Берліні, Брюсселі та Римі. Вона здобула велику популярність в Угорщині. У 1959 році отримала статус Заслуженої артистки Угорщини.
Померла Ковач у 1977 році у Будапешті та похована на цвинтарі Фаркашреті.

## Робота
Її першою публічною виставкою стала виставка у Будапешті 1928 року, після якої вона постійно працювала, включаючи період Другої світової війни. Вона виготовляла статуетки, глечики, плити, настінні таблички та плиткові панно. 
Її основними темами є фольк, сім'я та біблійні історії. Однієї з її найбільш важливих релігійних робіт є брама до церкви Святого Емеріка у Дьйорі (1939—1940). 
Кілька її керамічних панно збереглися до сих пір у Будапешті та інших містах. 
1972 року вона пожертвувала більшість своїх робіт управлінню музеїв медьє Пешт у Сентендрі. Музей з її роботами відкрився 1973 року у Сентендрі. Також її колекція виставляється у Дьйорі.

## Галерея

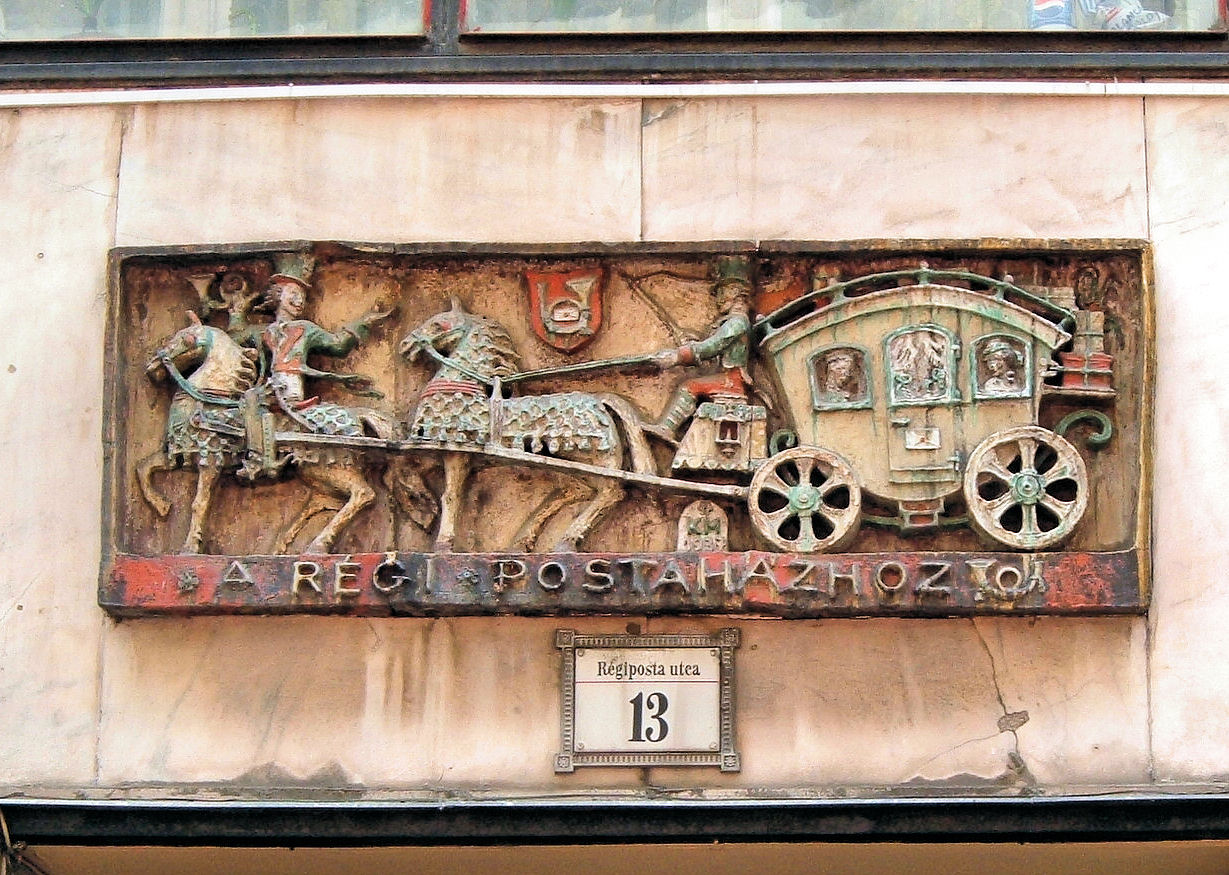
Будівля колишньої пошти у Будапешті
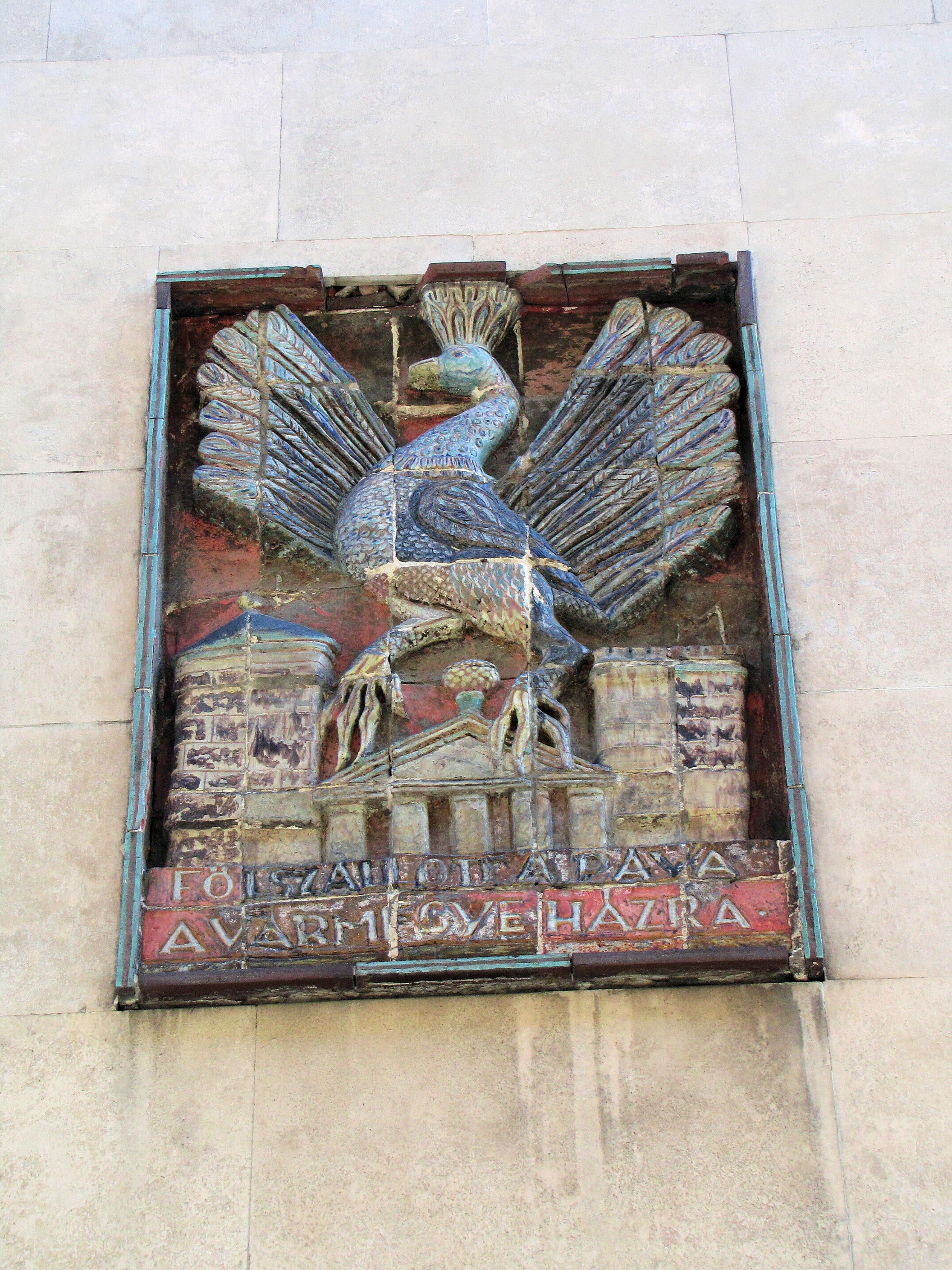
Настінна таблиця у Будапешті
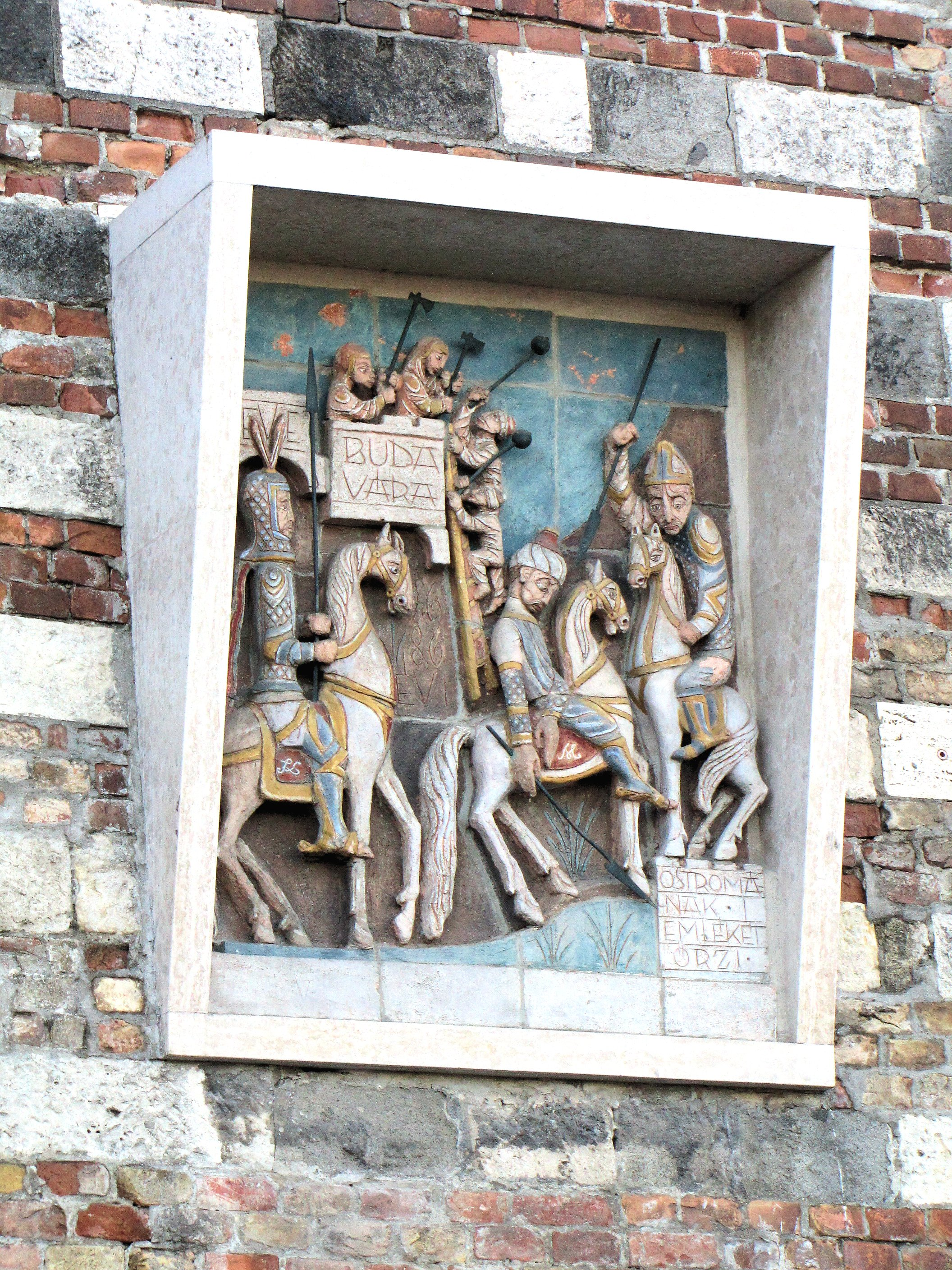
Керамічна панель на замку Буди